# La serva padrona
La serva padrona (título original en italiano; en español, La criada patrona) es un intermezzo, en dos partes, con música de Giovanni Battista Pergolesi y libreto en italiano de Gennaro Antonio Federico, estrenada en 1733, a partir de la obra de teatro de Jacopo Angello Nelli. La ópera dura sólo unos 45 minutos y se representó originalmente como un intermezzo en la ópera seria de Pergolesi Il prigionier superbo (El orgulloso prisionero). Ambas se estrenaron en Nápoles, el 5 de septiembre de 1733. El mismo libreto fue posteriormente musicalizado por Giovanni Paisiello. Fue también el intermezzo de Acis et Galatée de Lully en 1752.

## Historia
La serva padrona junto con Il prigionier superbo se estrenaron el 5 de septiembre de 1733, la primera representación después de un terremoto en Nápoles que había hecho cerrar todos los teatros, y conmemoró el cumpleaños de la Emperatriz Habsburgo. Il prigioniero no tuvo éxito y hoy no forma parte del repertorio. Pero con el tiempo se separó este intermedio, y La Serva Padrona tuvo un gran éxito, siendo la única obra de Pergolesi que continúa en el repertorio. Su fama se extendió por toda Europa durante muchos años después del estreno. La importancia de este intermezzo no puede ignorarse. Con un nuevo final, la versión francesa tuvo un papel importante en la Querelle des Bouffons. Se la considera la primera obra maestra del género cómico (ópera bufa). Resultaba atractiva porque cualquier audiencia podía identificarse con sus personajes: la astuta doncella y el señor que envejece. La serva padrona se ve a menudo como la pieza paradigmática que representa el momento histórico en el que la música barroca se transforma en el clasicismo. Debido a su importancia, a lo largo del tiempo pasó a ser conocida como algo más que un simple intermedio y se interpretó por sí sola. 
A España llegó en 1750, cuando fue estrenada en el Teatro de la Santa Cruz de Barcelona.
Esta ópera se representa poco; en las estadísticas de Operabase aparece la n.º 157 de las óperas representadas en 2005-2010, siendo la 50.ª en Italia y la primera de Pergolesi, con 20 representaciones en el período.

## Personajes
| Personaje               | Tesitura  | Elenco del estreno 5 de septiembre de 1733 |
| ----------------------- | --------- | ------------------------------------------ |
| Uberto, un hombre viejo | bajo bufo | Gioacchino Corrado                         |
| Serpina, su doncella    | soprano   | Laura Monti                                |
| Vespone, su sirviente   | mimo      |                                            |

## Argumento
Intermezzo 1
Vestidor

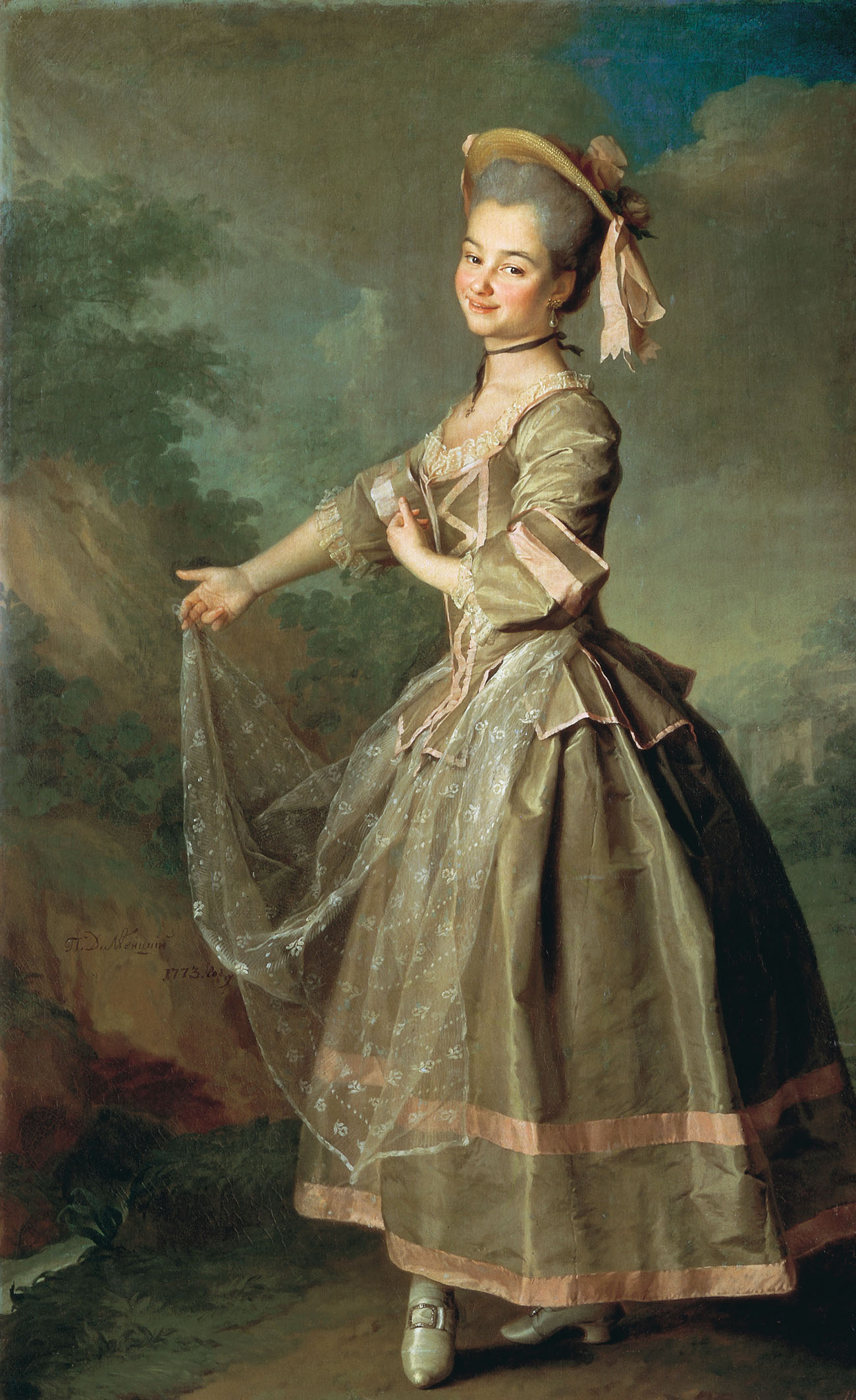
Ekaterina Nelidova como Serpina (por Dmitri Levitski, 1773)

La historia cuenta cómo Uberto, un viejo solterón, está enfermo e impaciente con su doncella, Serpina, porque ella no le ha traído el chocolate hoy. Serpina se ha vuelto tan arrogante que cree que es la dueña de la casa. Se queja en el aria "Sempre in contrasti". De hecho, cuando Uberto  llama a Vespone pidiéndole su sombrero, peluca y abrigo, Serpina le prohíbe abandonar la casa, añadiendo que de entonces en adelante él tiene que obedecer sus órdenes ("Stizzoso, mio stizzoso"). Uberto entonces ordena a Vespone que le encuentre una mujer para casarse de manera que pueda librarse de Serpina.
Intermezzo 2
El mismo vestidor
Serpina convence a Vespone, el criado de Uberto, para engañarlo y que se case con ella. Lo hace pasar por un soldado que se quiere casar con ella. Serpina informa a Uberto que se va a casar con un militar llamado Tempesta. Ella dejará la casa y le pide perdón por su comportamiento ("A Serpina penserete"). Llega Vespone, disfrazado de Tempesta, y, sin decir una palabra, exige 4.000 coronas como dote. Uberto rechaza pagar tal suma. Tempesta le amenaza o paga la dote o se casa con la chica él mismo. Uberto se muestra conforme en casarse con Serpina. Serpina y Vespone revelan el truco; pero Uberto se da cuenta de que ha amado a la chica desde el principio. Se casarán, después de todo; y Serpina será ahora la verdadera patrona de la casa ("Caro, Gioia. Oh Dio").

## Grabaciones
| Año  | Elenco (Serpina, Uberto)                     | Director, Teatro y orquesta                                                   | Sello discográfico                   |
| ---- | -------------------------------------------- | ----------------------------------------------------------------------------- | ------------------------------------ |
| 1959 | Virginia Zeani, Nicola Rossi-Lemeni          | George Singer, Miembros de la Orquesta Sinfónica de la Radio de Hamburgo      | Saga Stereo                          |
| 1960 | Renata Scotto, Sesto Bruscantini             | Renato Fasano, I Virtuosi di Roma                                             | Ricordi-Fonit Cetra                  |
| 1962 | Anna Moffo, Paolo Montarsolo                 | Franco Ferrara, Orquesta Filarmónica de Roma                                  | RCA Victor                           |
| 1965 | Mariella Adani, Leonardo Monreale            | Ettore Gracis, Pomeriggi Musicali del Teatro Nuovo de Milán                   | Nonesuch Cat: H-71043                |
| 1969 | Maddalena Bonifacio, Siegmund Nimsgern       | Collegium Aureum                                                              | Deutsche Harmonia Mundi              |
| 1970 | Olivera Miljakovic, Reiner Süss              | Helmut Koch, Staatskapelle de Berlín                                          | Berlin Classics Cat: BC 9114 (2 CD). |
| 1973 | María del Carmen Bustamante, Renato Capecchi | Antoni Ros-Marbà, Orquesta de Cámara Inglesa                                  | ENSAYO Cat: ENYCD 9707. 1973.        |
| 1986 | Katalin Farkas, Jószef Gregor                | Pál Németh, Capella Savaria                                                   | Hungaroton Cat: HCD 12846-2          |
| 1988 | Jeanne Marie Bima, Graziano Polidori         | Wojciech Czepiel, Sinfonietta de Varsovia                                     | FREQUENZ/Conifer Cat: 011 - 048      |
| 1989 | Julianne Baird, John Ostendorf               | Rudolph Palmer, Orquesta de Cámara Barroca Philomel (instrumentos originales) | Omega Classics Cat: OCD 1016         |
| 1990 | Jeanne Marie Bima, Petteri Salomaa           | Hans Ludwig Hirsch, Orquesta Musica Poetica Freiburg                          | ARTS Pilz                            |
| 1992 | Christine Bunning, Patrick Donnelly          | David Mason, Combattimento ensemble                                           | Meridian Cat: CDE 84327              |
| 1995 | Isabelle Poulenard, Philippe Cantor          | Gilbert Bezzina, Conjunto Barroco de Niza                                     | Pierre Verany Cat: PV 795111         |
| 1996 | Patricia Biccire, Donato di Stefano          | Sigiswald Kuijken, La Petite Bande                                            | Accent Cat: ACC 96123 D              |
| 1997 | Elisabetta Scano, Bruno De Simone            | Marcello Panni, Orquesta Filarmónica Marchigiana                              | Bongiovanni Cat: GB 2221/2           |
| 1998 | Paola Antonucci, Donato di Stefano           | Gustav Kuhn, Orquesta Filarmónica Marchigiana                                 | Arte Nova Cat: 74321-65420-2         |

## Partituras
Las partituras de la ópera tienen grandes variaciones. Edwin F. Kalmus tiene una partitura con grandes omisiones, notas erróneas, y mucho diálogo hablado. Boosey & Hawkes tiene la partitura de una adaptación de opereta por Seymour Barab, que simplificó grandemente el acompañamiento y mucho diálogo hablado.  La Casa Ricordi presenta la ópera cantada y es la versión más usada en las interpretaciones actuales. W.W. Norton & Company incluye extractos de toda la partitura (para cuerdas y continuo) que tiene numerosas diferencias melódicas con la edición Ricordi, pero que tienen su correlato con la grabación de acompañamiento por Siegmund Nimsgern.

## Versión filmada
La directora brasileña Carla Camurati hizo una versión en largometraje con Sylvia Klein (Serpina), José Carlos Leal (Uberto) y Thales Pan Chacon (Vespone).